# Rakouská alpinská montánní společnost
Rakouská alpinská montánní společnost (Oesterreichische Alpine Montan Gesellschaft) byla rakouská důlní a hutní společnost, dnes součást koncernu Voestalpine.

## Historie
V roce 1881 z iniciativy finančních domů, francouzské Union Générale a Rakouské zemské banky, vznikla Rakouská alpinská montánní společnost (RAMS, německy ÖAMG). Ta sdružila postupně několik desítek důlních a železárenských podniků, především v Rakousích, Štýrsku a Korutanech, uhelné doly v Fohnsdorfu, Seegrabenu a Köflachu (vše Štýrsko), rudné doly v Eisenerz, Radmer a Hüttenberg a náležela k největším podnikatelským subjektům v habsburské monarchii. Jako právní nástupce společnosti Innerberger Hauptgewerkschaft získala ÖAMG do vlastnictví velké množství pozemků a nemovitostí, včetně historicky cenných panských sídel, hamrů a lesoven.V roce svého založení již vlastnila 24 lesních závodů a celkem 37 dolů, hutí a továren na zpracování železa a zaměstnávala 19 500 lidí. ÖAMG se následně snažila řídit strukturální změny v železářském průmyslu soustředěním výroby do míst s dobrým železničním spojením. V důsledku toho byly rychle uzavřeny nerentabilní provozy v pobočných závodech, jako je Aschbach a Neuberg, a malé provozy v jižním a západním Štýrsku, jako je Eibiswald. Kromě toho se v letech před rokem 1900 přešlo u vysokých pecí od používání dřevěného uhlí na koks a uhlí a lesní majetky, které již nebyly potřebné jako zdroj pro výrobu dřevěného uhlí a byly stále méně rentabilní, byly prodány, aby se snížily dluhy vzniklé spojením. Fúze společností ve skutečnosti výrazně zvýšila efektivitu.
Dnes (2015) z těchto podniků existují železárny v Donawitz, závody v Zeltwegu a Kindbergu a hutě v Kremsu.
Součástí společnosti se již v roce 1881 stalo C. k. privilegované Innerberské hlavní těžířstvo (1625–1881), po němž RAMS převzala v listopadu 1881 důlní pole v rosicko-oslavanském revíru, dále pak v ostravsko-karvinském revíru důlní pole v Porubě, Orlové, Lutyni a Heřmanicích. Důlní pole v rosicko-oslavanském revíru prodala RAMS ještě v roce 1881 Rosické báňské společnosti.
RAMS v roce 1899 zahájila v důlní poli v Porubě výstavbu dolu č. 1 (důl Václav) a později také koksovny.
V roce 1912 měla společnost čtyři uhelné doly, dva doly na železnou rudu a šest hutních závodů.
V roce 1926 odkoupil část majetku společnosti (konkrétně důl Václav v Porubě a důl Oskar v Heřmanicích) československý stát. Důl Václav byl podřízen Státnímu ředitelství v Porubě u Orlové. Důl Oskar byl po druhé světové válce byl připojen k dolu Michal.
V období let 1932 až 1933 RAMS se přiklonila na stranu NSDAP, kterou podporovala finančně i materiálově. Po obsazení Rakouska německými vojsky „anšlus“ byla společnost začleněna do koncernu Hermann Göring Werke (Reichswerke AG für Erzbergbau und Eisenhütten „Hermann Göring").
Po roce 1945 byla společnost znárodněna a stala se na dlouhá léta součástí rakouského průmyslového holdingu – Österreichische Industrieholding (ÖIAG). V roce 1973 došlo ke sloučení s VOEST (Vereinigte Österreichische Eisen- und Stahlwerke AG).